# Druga zwrotka
Druga zwrotka (ang. Second Chorus) – amerykański film z 1940 roku w reżyserii H.C. Pottera. W filmie wystąpili między innymi Fred Astaire, Paulette Goddard i Artie Shaw. Obraz był nominowany do dwóch Nagród Akademii Filmowej na 13. ceremonii wręczenia Oscarów w 1941 roku: za najlepszą muzykę i najlepszą piosenkę.

## Obsada
- Fred Astaire jako Danny O’Neill
- Paulette Goddard jako Ellen Miller
- Artie Shaw jako on sam
- Burgess Meredith jako Hank Taylor
- Charles Butterworth jako pan Chisholm